# Stångskäret, Karleby
Stångskäret är en ö i Finland. Den ligger i Bottenviken och i kommunen Karleby i den ekonomiska regionen  Karleby i landskapet Mellersta Österbotten, i den nordvästra delen av landet. Ön ligger omkring 11 kilometer nordväst om Karleby och omkring 430 kilometer norr om Helsingfors.
Öns area är 1,2 hektar och dess största längd är 150 meter i nord-sydlig riktning.